# Сканово
Ска́ново (рос. Сканово) — село складі Наровчатського району Пензенської області, Росія.
Стара назва — совхоз Наровчатський.
Населення — 633 особи (2010; 580 у 2002).
Національний склад станом на 2002 рік:
- росіяни — 92 %